# سكوت ألدن
سكوت ألدن (بالإنجليزية: Scott Alden)‏ هو محامي أمريكي، ولد في 1907، وتوفي في 12 ديسمبر 1977.